# Robin Koch
Robin Leon Koch (pronúncia em alemão: [ˈʁɔbɪn ˈkɔx]; Kaiserslautern, 17 de julho de 1996) é um jogador de futebol profissional alemão que joga como zagueiro no Eintracht Frankfurt.[carece de fontes?]

## Carreira
Koch joga principalmente como defesa-central, mas também pode jogar como médio-defensivo ou como médio-central. Ele é descrito como um zagueiro e seu estilo de jogo já foi comparado ao de Javi Martínez.

Koch já jogou pelo Eintracht Trier II, Eintracht Trier, 1. FC Kaiserslautern II, 1. FC Kaiserslautern e SC Freiburg . Ele também representou a Alemanha no nível sub-21 antes de se juntar à primeira equipe em novembro de 2019. Em agosto de 2020, ele assinou com o Leeds United antes de seu retorno à Premier League.
Tendo jogado futebol juvenil pelo 1. FC Kaiserslautern, SV Dörbach e Eintracht Trier, Koch começou sua carreira sênior no Eintracht Trier, onde se estreou em 22 de setembro de 2014 em um empate 0-0 com o TuS Koblenz.[carece de fontes?] Ele marcou seu primeiro gol sênior em 22 de novembro de 2014 em uma vitória por 4–2 sobre SpVgg Neckarelz; Um chute rasteiro aos 25 minutos para colocar o Eintracht Trier por 1 a 0. Ele jogou 23 partidas da liga pelo Eintracht Trier ao longo da temporada 2014-15, marcando dois gols, enquanto também jogou 6 vezes pelo time reserva.

### Leeds United
Em 29 de agosto de 2020, Koch se juntou ao Leeds United em um contrato de quatro anos, por uma taxa de transferência que foi relatada em £ 13 milhões. Koch fez sua estréia na Premier League pelo Leeds na primeira partida da temporada contra o Liverpool em 12 de setembro de 2020, começando na derrota por 3-4 em Anfield para os campeões em título. Koch foi descrito como tendo uma 'estreia difícil', tendo dado o pênalti que resultou no primeiro gol do Liverpool, apesar do fato de que a bola desviou de sua coxa, antes de falhar em marcar Virgil van Dijk para o segundo do Liverpool. Koch foi substituído no nono minuto de uma derrota por 3-1 para o Chelsea em 5 de dezembro, após uma recorrência de uma lesão no joelho sofrida no jogo de abertura da temporada, e posteriormente foi operado no joelho. Ele fez seu retorno ao primeiro time como um substituto tardio contra o Fulham em 19 de março de 2021.

### Eintracht Frankfurt
Em 6 de Julho de 2023, Koch foi contratado pelo Eintracht Frankfurt por empréstimo para a temporada 2023–24.

## Seleção Alemã
Koch foi convocado pela primeira vez para a seleção alemã de futebol em outubro de 2019, e ele fez sua estreia em 9 de outubro de 2019 em um amistoso contra a Argentina, no qual iniciou o jogo e jogou toda a partida. Sua estreia competitiva pela Alemanha aconteceu em sua próxima partida pela seleção principal, em 16 de novembro de 2019, começando na vitória por 4 a 0 das eliminatórias da Euro 2020 contra a Bielorrússia. Ele foi convocado para a seleção da Alemanha em 26 de agosto de 2020, para os jogos da UEFA Nations League contra a Espanha e a Suíça. Em 19 de maio de 2021, ele foi selecionado para a equipe do UEFA Euro 2020.

## Vida pessoal
Ele é filho do ex-jogador de futebol profissional Harry Koch.